# Radical SR8
La Radical SR8 è una vettura sportiva da competizione prodotta dal costruttore britannico Radical Sportscars. Della vettura ne è stata costruita in piccola serie anche una versione omologata per la circolazione stradale.

## Descrizione
Il motore della Radical SR8 è un V8 ricavato dalla fusione di due quattro cilindri in linea derivato dalla Suzuki Hayabusa da 1300 cm³. I due blocchi sono stati modificati e rinforzati, in modo da aumentare la cilindrata a 1400 cm³, ottenendo una cilindrata totale di 2800 cm³. I vantaggi di un motore costruito così sono la sua affidabilità (monoblocco e componenti di grande serie), il peso contenuto e l'ampio range di utilizzo che ne consente, con un'accelerazione costante dai 3000 a 10000  giri/min.
Nel 2007 è stata creata la SR8LM, una versione più performante, con motore leggermente più grande e aerodinamica migliorata. Nel 2011 è arrivata la SR8 RX, mentre nel 2017	la SR8 SRX.
Michael Vergers nel 2009 su una Radical SR8 LM con pneumatici Dunlop, ha stabilito il giro record al Nordschleife al Nürburgring, registrando un tempo sul giro di 6:48:28, rimanendo imbattuto fino al 29 giugno 2010. La vettura, con alla guida Dominic Dobson, ha vinto nel 2015 la Pikes Peak International Hill Climb.